# 김만희 (축구 선수)
김만희(한국 한자: 金萬喜, 1984년 10월 5일 ~ )는 대한민국의 축구 선수이며, 포지션은 미드필더이다.